# Amilorid
Amilorid je derivat pteridina. 

## Djelovanje
Izravnim djelovanjem na transport iona u nefronu pospješuje izlučivanje natrija u mokraću i smanjuje gubitak kalija. Naime, on blokira Na+/K+ transporter koji iz primarne mokraće uzima natrij, a u mokraću izbacuje kalij. On nije antagonist aldosterona i ne utječe na aldosteron. Njegovo djelovanje se izvrsno nadopunjuje s djelovanjem tiazida pa se stoga može kombinirati s tiazidima, a ponajviše se kombinira s hidroklorotiazidom. Postoje fiksne kombinacije amilorida i hidroklorotiazida s optimalnim dozama. 

## Primjena
Primjenjuje se za liječenje hipertenzije ili edema u bolesnika u kojih se ne smije riskirati eventualna hipokalijemija (premala koncentracija kalijevih iona u krvi) te u liječenju hipertenzije ili edema u bolesnika s već postojećom hipokalijemijom. Dnevna doza amilorida iznosi 5 mg. Maksimalni učinak amilorida nastupa oko 6 sati nakon uzimanja, a djeluje i do 24 sata. 
Amilorid ne smiju uzimati osobe kod kojim se razvila hiperkalijemija.